# 文化自由会議
文化自由会議（ぶんかじゆうかいぎ、ただし訳語は一定ではない：The Congress for Cultural Freedom (CCF)）は冷戦下の1950年に創設された反共主義的文化人の提言団体である。1967年、この団体は中央情報局（CIA）によって創設され資金提供を受けていたことが暴露され、それに続いて国際文化自由協会（the International Association for Cultural Freedom (IACF)）と改名した。その最盛期は、CCF/IACF は日本も含む約35カ国で活動し、フォード財団からも相当の資金提供を受けていた。

## CCFの創設
『文化自由会議』は、「ブルジョワ民主主義は共産主義とは違い文化や芸術と両立しない」という当時の知識人層の間で一般的だった見解に対抗する方法を模索するため、1950年6月26日、西ベルリンのティタニア・ホールで創設された。これは、1949年3月にウォルドルフ＝アストリア・ホテル（ニューヨーク）で開かれた、著名な各界の平和主義者たちがスターリンのソビエト連邦とともに、アメリカなど世界各国に対して平和を促した『平和会議』へのCIAの回答である。

## 活動
CCFは、35カ国にオフィスを持ち、多くのスタッフを抱え、全世界的に芸術関係のイベントを支援し、多数の出版物を企画していた。これらを可能にするだけの潤沢な資金はCIAなどから得ていた。CCFはアメリカの文学・美術などを世界に紹介するために、世界各国で、翻訳への援助・展覧会開催への支援・批評誌への支援などを行い、各国へのアメリカ先端文化の伝播に大きな役割を果たした。
冷戦下の当時、政治力や経済支援、軍事援助、宇宙開発競争、文化や娯楽やスポーツの優劣まで、直接的な軍事力行使を除くあらゆる分野で米ソ両陣営は戦ったが、CCFは文化の戦線でソビエトや共産主義陣営と戦った団体といえる。
CCFは左派知識人に対するネガティブ・キャンペーンすら行った。1960年代初め、CCFはチリの詩人で熱心な共産主義者だったパブロ・ネルーダの信用を落とすキャンペーンを開始したが、ネルーダがノーベル文学賞の最有力候補と見られた1964年にキャンペーンは一段と強められた。（ネルーダは結局1971年にノーベル文学賞を受賞した。）

## CCFおよびIACFが資金を出した出版物
文化自由会議の出版物は以下のようなものも含んでいる。
- 「Quadrant」：オーストラリア文化自由協会の政治的出版物。
- 「Encounter」（1953年～1990年）：国際的に配本するためイギリスで出版されていた。
- 「Solidarity」：フィリピンの文化的、知性的、文学的月刊雑誌
- 「自由」：日本の反共・保守総合雑誌

## CIAの関与
1967年、『ランパーツ・マガジン（Ramparts magazine）』と『サタデー・イブニング・ポスト』が、CIAが
ソビエトに共鳴する世界中のリベラルや進歩的文化人たちを味方につけるため、数多くの反共文化団体に資金援助をしていることを報道した。これらの報道は、前任のCIA隠密作戦責任者がCIAのCCFに対する資金援助や作戦行動について認める声明を出したことで信用性を得た。

## 歴史的資料
今日では、『国際文化自由協会』とその前身『文化自由会議』の活動資料は、シカゴ大学図書館の特別コレクション調査センターに保管されている。

## 参考書籍
たとえばCIAがいかにしてアメリカの美術や文学を世界へ宣伝するために、文化自由会議を通じて1950年から1967年までの間、展覧会や美術批評活動に対し資金面や組織面で協力したかは、『The Cultural Cold War: The CIA and the World of Arts and Letters』（Frances Stonor Saunders USA: The Cultural Cold War: The CIA and the World of Arts and Letters, 2000, The New Press, ISBN 156584596X）という本に詳しい。